# Batalla de Höchstädt
La (primera) batalla de Höchstädt  (també es pot trobar escrit com a Hoechstaedt, sense que això n'afecti la pronúncia) es va disputar el 20 de setembre de 1703, prop de Höchstädt o  Hoechstaedt  a Baviera, i va acabar amb una victòria de les tropes franc-bavareses, comandades pel mariscal Claude Louis Hector de Villars contra els austríacs, comandats pel general Limburg Styrum.

## Preludi
El 5 de setembre, la principal força de l'exèrcit imperial, comandada per Lluís Guillem de Baden-Baden, havia pres la ciutat lliure d'Augsburg, amb la qual cosa amenaçava Baviera des de l'oest. Lluís de Baden havia deixat una força de 16.000 homes sota les ordres de Styrum al nord del riu Danubi, que es va desplaçar cap a l'est i va arribar a Höchstädt el 19 de setembre. Villars i Maximilià II Manuel, elector de Baviera, van traslladar el seu exèrcit de 17.000 homes per interceptar aquesta força, i ordenaren a una altra força francesa de 7.000 homes, comandada per d'Usson i estacionada prop de Dillingen, que ataqués des de la rereguarda.

## Batalla
Aquest pla gairebé va fracassar pel fet que d'Usson va atacar massa aviat i el seu exèrcit, inferior en nombre, va ser rebutjat per Styrum.
Però Villars i Maximilià-Manuel van arribar just a temps, i van caure sobre l'exèrcit imperial abans que aquest pogués reordenar les seves posicions.
Només gràcies a la forta resistència de la rereguarda comandada per Leopold I, príncep d'Anhalt-Dessau, va poder Styrum salvar el seu exèrcit i assolir Nördlingen.
Els austríacs van perdre 5.000 homes, que en la seva major part van caure presoners, 37 canons i tot el comboi d'aprovisionament. Els francesos i bavaresos van tenir 1.000 baixes.